# Jasmine Jobson
Jasmine Jobson, född 9 maj 1995 i Westminster, London, är en brittisk skådespelare.
Jobson har bland annat medverkat i TV-serierna Platform 7 och Top Boy. Hon har även medverkat i filmen Surge.

## Filmografi (i urval)
- 2019–2023 – Top Boy (TV-serie)
- 2020 – Surge
- 2023 – Platform 7 (TV-serie)
- 2024 - Bird